# سیاره هایسین
سیاره هایسین (به انگلیسی: Hycean) (مرکب از دو واژه هیدروژن و اقیانوس)  نوعی سیاره فرضی است که پوشیده از آب داغ است و اتمسفر آن از هیدروژن ساخته شده است. وجود آب مایع فرازمینی، سیارات هایسین را به نامزدی امیدواربخش برای سکونت سیاره ای تبدیل می‌کند.   به گفته محققان، داده‌های چگالی نشان می‌دهد که ابرزمین‌های صخره‌ای و کهترنپتون‌ها (مانند K2-18b و TOI-1231 b)   می‌توانند در این دسته قرار گیرند بنابراین انتظار می‌رود که آنها جزو سیارات فراخورشیدی مرسوم باشند. در حال حاضر هیچ سیاره هایسین تایید شده‌ای وجود ندارد، اما ماموریت کپلر نامزدهای زیادی را شناسایی کرده است. 